# Conophorus alpicola
Conophorus alpicola är en tvåvingeart som först beskrevs av Villeneuve 1904.  Conophorus alpicola ingår i släktet Conophorus och familjen svävflugor. Inga underarter finns listade i Catalogue of Life.